# Josh Heath
Joshua Stanley Josh Heath (Bowling Green, Ohio, 28 de diciembre de 1994) es un baloncestista estadounidense que pertenece a la plantilla del equipo belga del Kangoeroes Mechelen de la BNXT League. Con 1,88 metros de estatura, juega en la posición de base.

## Trayectoria deportiva

### Universidad
Jugó una temporada con los Bulls de la Universidad del Sur de Florida, en la que promedió 2,6 puntos, 1,4 rebotes y 3,6 asistencias por partido, jugando solo desde el mes de enero de 2014, tras la lesión del base titular. Logró un ratio de 2,2 asistencias por pérdida de balón, la segunda mejor de la American Athletic Conference esa temporada.
Fue transferido a los Yellow Jackets del Instituto de Tecnología de Georgia, donde jugó tres temporadas más, en las que promedió 4,1 puntos, 1,7 rebotes y 3,3 asistencias por partido.

### Profesional
Tras no ser elegido en el Draft de la NBA de 2017, no fue hasta 2018 cuando firmó su primer contrato profesional, con el KD Ilirija de la liga eslovena, donde jugó 18 partidos como titular, promediando 15,1 puntos y 6,0 asistencias.
En febrero de 2019 fichó por el Mamak Belediye Ankara DSI de la Türkiye Basketbol 1. Ligi, la segunda divisió turca. Allí acabó la temporada promediando 16,2 puntos y 6,2 asistencias por encuentro. En el mes de octubre volvió a cambiar de liga, al comprometerse con el Leuven Bears de la Pro Basketball League, el primer nivel del baloncesto belga. En su primera temporada en el equipo promedió 11,1 puntos y 4,9 asistencias.
El 25 de julio de 2023 fichó por el también equipo belga del Spirou Charleroi.
El 21 de septiembre de 2024, sin cambiar de liga ni de país, fichó por el Kangoeroes Mechelen.